# Cerapachys desposyne
Cerapachys desposyne é uma espécie de formiga do gênero Cerapachys.